# 蓬德拉博姆
蓬德拉博姆（法語：Pont-de-Labeaume，法語發音：[pɔ̃ də labom]），法国东南部市镇，位于奥弗涅-罗讷-阿尔卑斯大区阿尔代什省，隶属于拉让蒂耶尔区，其市镇面积为4.66平方公里，2022年1月1日时人口数量为572人，在法国城市中排名第15,024位。
蓬德拉博姆位于阿尔代什省中南部，阿尔代什河畔，法国国道N102线由此通过。

## 地名来源
“beaume”一名可能转写自利古里亚语“balmo”，意为“溶洞”。
蓬德拉博姆所处区域历史上曾通行奥克语，“Pont-de-Labeaume”在奥克语维基百科中对应的拼写为“Pònt de La Bauma”，在同语言下的Openstreetmap中则被标记为“Lo Pònt de La Bauma”。

## 历史
蓬德拉博姆市镇成立于1903年12月15日，由涅格勒拆分后析出。
根据当地网站的论述，蓬德拉博姆所处的阿尔代什河谷在古典时期就已形成通道，罗马人将其开辟为一条罗马道路并以君士坦丁二世命名。公元10世纪时，涅格勒出现了当地的首座教堂，后者在16世纪时得到重建。18世纪时，途径阿尔代什的道路被路易十五整治为“皇家道路”（voie royale），涅格勒境内的拉博姆村成为一处驿站，此乃拉博姆的前身。此后，位于交通要道上蓬德拉博姆很快形成聚落。法国大革命后，涅格勒成为阿尔代什省的一个市镇。1846年，蓬德拉博姆首次提出建立独立市镇的方案，最终于1903年12月被批准。工业革命期间，曾有计划修建途径蓬德拉博姆的铁路，但因财政及技术原因最终未能实现。

## 地理

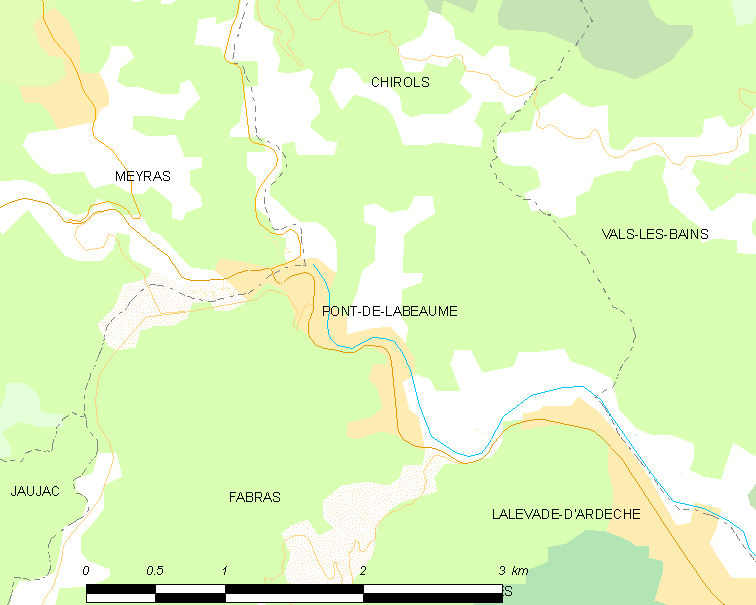
蓬德拉博姆市镇范围地图

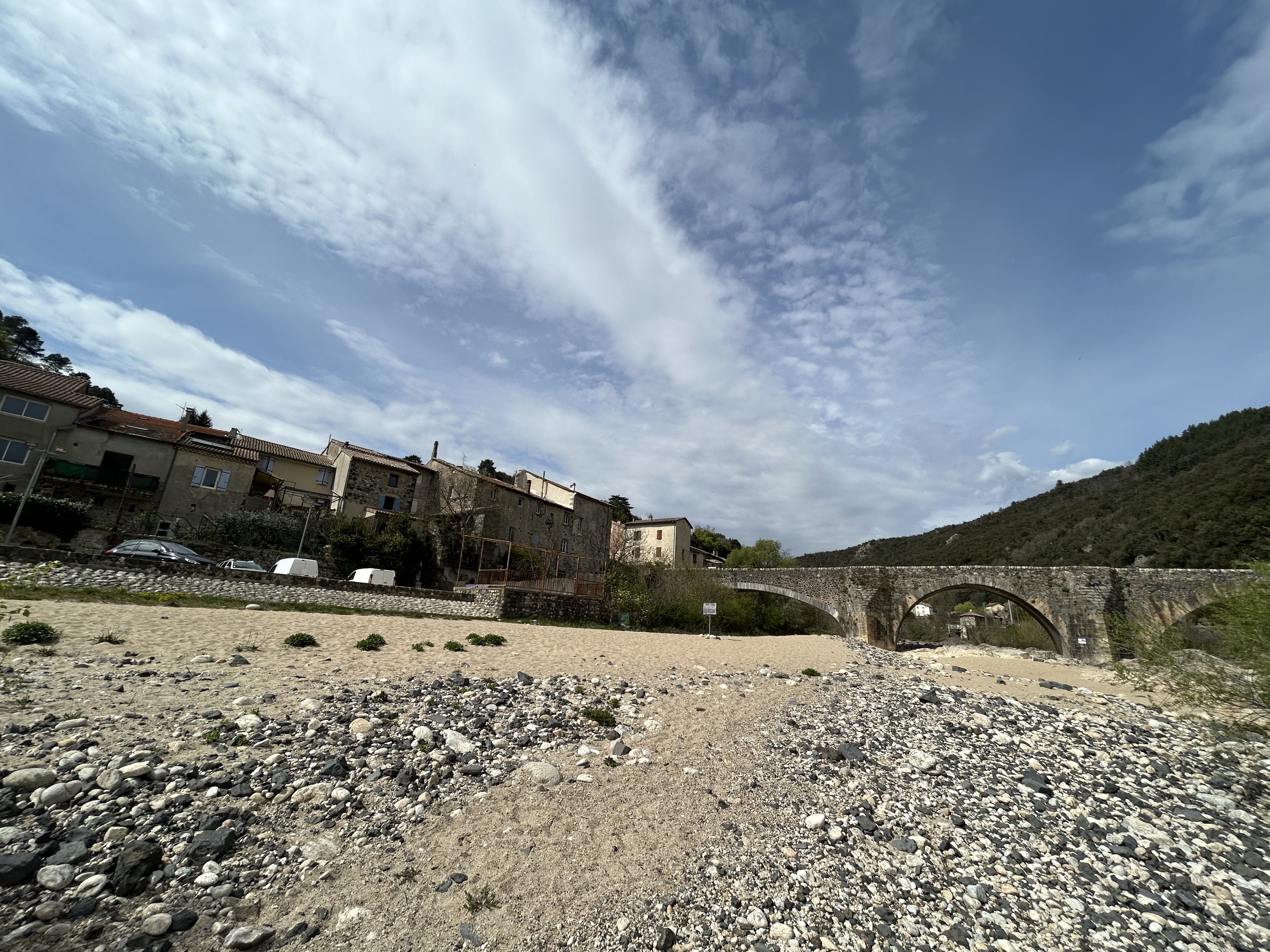
阿尔代什河蓬德拉博姆段的河床

蓬德拉博姆位于法国东南部，奥弗涅-罗讷-阿尔卑斯大区南部和阿尔代什省南部，距离省会普里瓦大约41公里。与蓬德拉博姆接壤的市镇包括：梅拉斯、希罗勒、法布拉斯、瓦尔斯莱班和拉勒瓦德达尔代什。

### 地形
蓬德拉博姆位于法国中央高原东部，维瓦赖山腹地，塔纳尔格东北的一处河谷之中，境内以山地为主，市镇中心位于一处地势较为平坦的狭窄河谷内，四周被山峦覆盖，全境海拔在256到586米之间。

### 地质
蓬德拉博姆位于阿尔代什火山群腹地，当地最后一次火山喷发于距今1.2万年以前。

### 水文
蓬德拉博姆位于罗讷河流域范围内，阿尔代什河自西向东流经镇中心，其左岸支流丰托利耶尔河及维讷扎克溪（ruisseau du Vinezac）在此与其交汇。

### 植被
蓬德拉博姆属于温带阔叶混交林区，是阿尔代什山自然保护区的组成部分，林地广泛分布于市镇范围内的河流附近及山地地区。
在鲜花城市的评比中，蓬德拉博姆暂未被评级。

### 气候
蓬德拉博姆在柯本气候分类法中属于带有山地及地中海特征的温带气候。

## 行政区划
蓬德拉博姆的市镇编号为07178，邮政编号为07380。
在行政管理方面，蓬德拉博姆隶属于法国奥弗涅-罗讷-阿尔卑斯大区阿尔代什省拉让蒂耶尔区；在地方选举方面，蓬德拉博姆隶属于上阿尔代什县，其市镇范围全境被划入阿尔代什省第三选区；在社会管理方面，蓬德拉博姆是河源-火山阿尔代什市镇公共社区的组成部分。
截至2024年2月，蓬德拉博姆市镇范围内暂无任何城市敏感街区及城市政策优先街区。
法国国家统计与经济研究所（简称）在进行数据统计时，未将蓬德拉博姆划入任何城市核心区（Unité urbaine），将包括蓬德拉博姆在内的周边共58个市镇划为欧布纳城市区。自2020年起，欧布纳城市区被包含68个市镇的欧布纳城市辐射区代替。此外，还将蓬德拉博姆市镇整体看作一个“块区”（IRIS），以便于统计人口分布情况。

## 交通

### 公路
法国国道N102线和阿尔代什省省道D5线、D26线在蓬德拉博姆境内交汇。奥弗涅-罗讷-阿尔卑斯大区城际客运E16线和E17线经过蓬德拉博姆，可前往欧布纳、朗戈涅及比尔泽。
2020年，51.7%的蓬德拉博姆家庭拥有至少一辆私人汽车。2019年，蓬德拉博姆境内共发生各类交通事故1起，造成1人重伤。
| 16 | 59 |

| 普里瓦 | 41 |

| 欧布纳 | 13 |

| 蒂埃 | 7 |

### 铁路

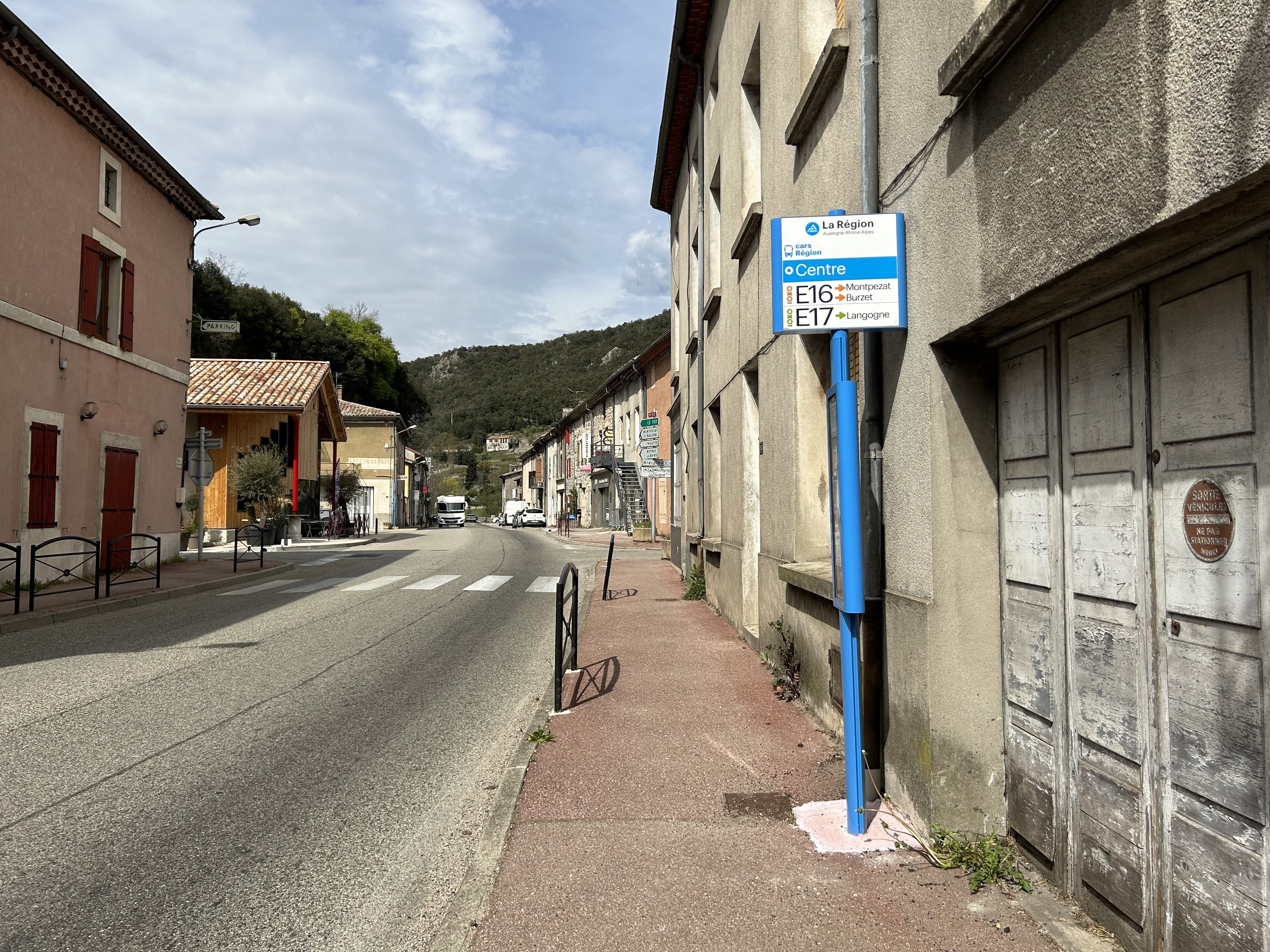
城际巴士停靠站

蓬德拉博姆位于勒皮－拉勒瓦德达尔代什铁路上，因历史原因，该铁路从未实现建成运营。
距离蓬德拉博姆最近的运营中的客运铁路车站为45公里外的吕克站，该站停靠少量往返于克莱蒙费朗和尼姆一线的区域列车。

### 航空
距离蓬德拉博姆最近的民用航空站为82公里外的勒皮机场。

### 城市公共交通
截至2023年8月，蓬德拉博姆暂无城市公共交通系统。

## 政治

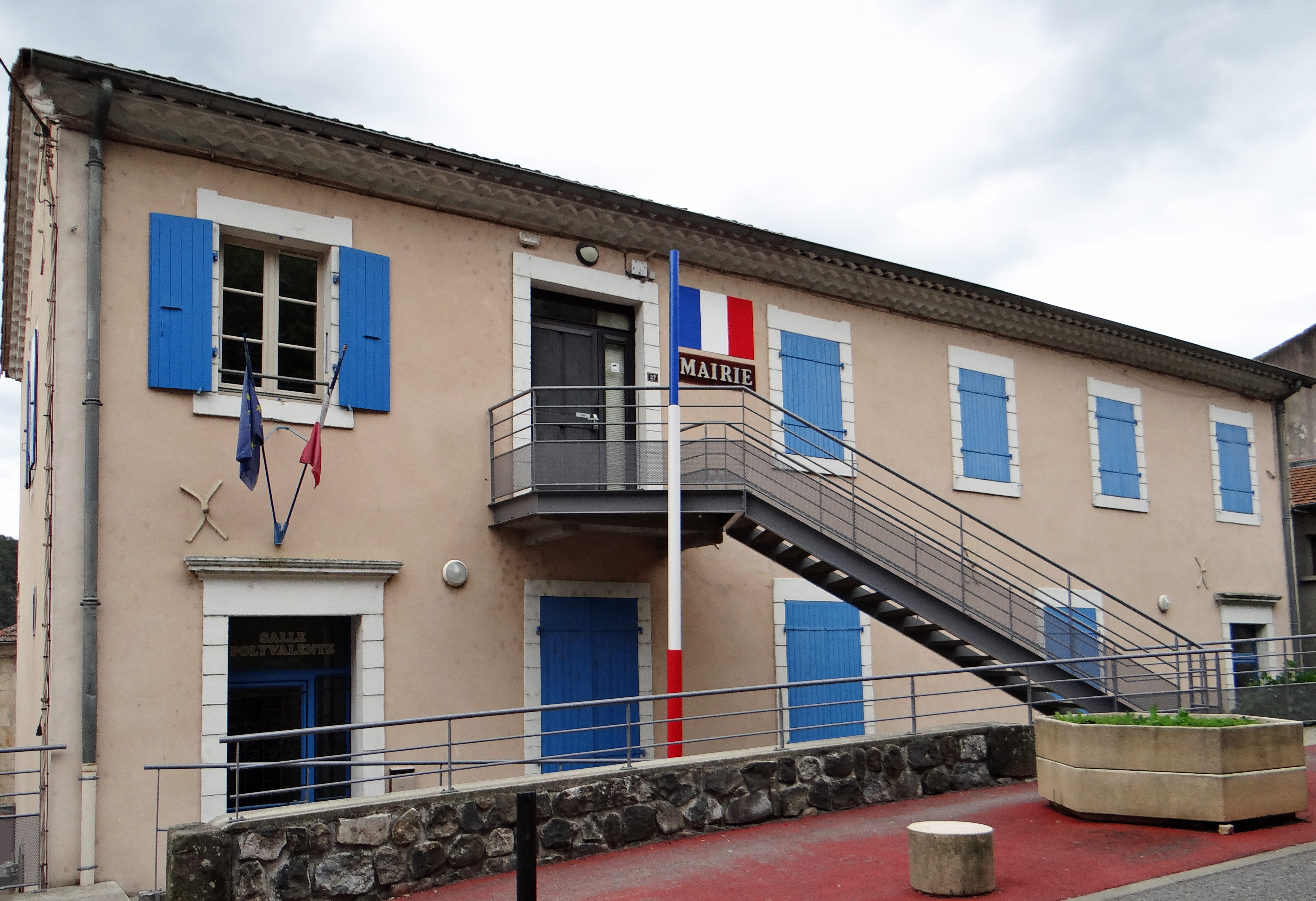
蓬德拉博姆市政厅

蓬德拉博姆的现任市长为伊夫·韦朗克先生（Yves VEYRENC），他是一名无党派人士，在2020年的市政选举中获得了100%的支持率（无其他候选人）。
在2022年的法国总统大选中，法国极右翼政党国民阵线主席玛丽娜·勒庞在蓬德拉博姆获得了54.58%的支持率。

## 人口
2021年，蓬德拉博姆市镇人口数量为577，在法国排名第15,024位。其中男性294人，女性289人，75岁及以上人口占10.4%，外籍人口数量为5人，人口密度为124人/平方公里，当地居民被称为（男性）或（女性）。2022年，蓬德拉博姆境内出生3人，死亡人口8人。
| 蓬德拉博姆1906年－2021年人口变化情况 |
|                                      |
| 数据来源：Cassini、INSEE             |

## 经济

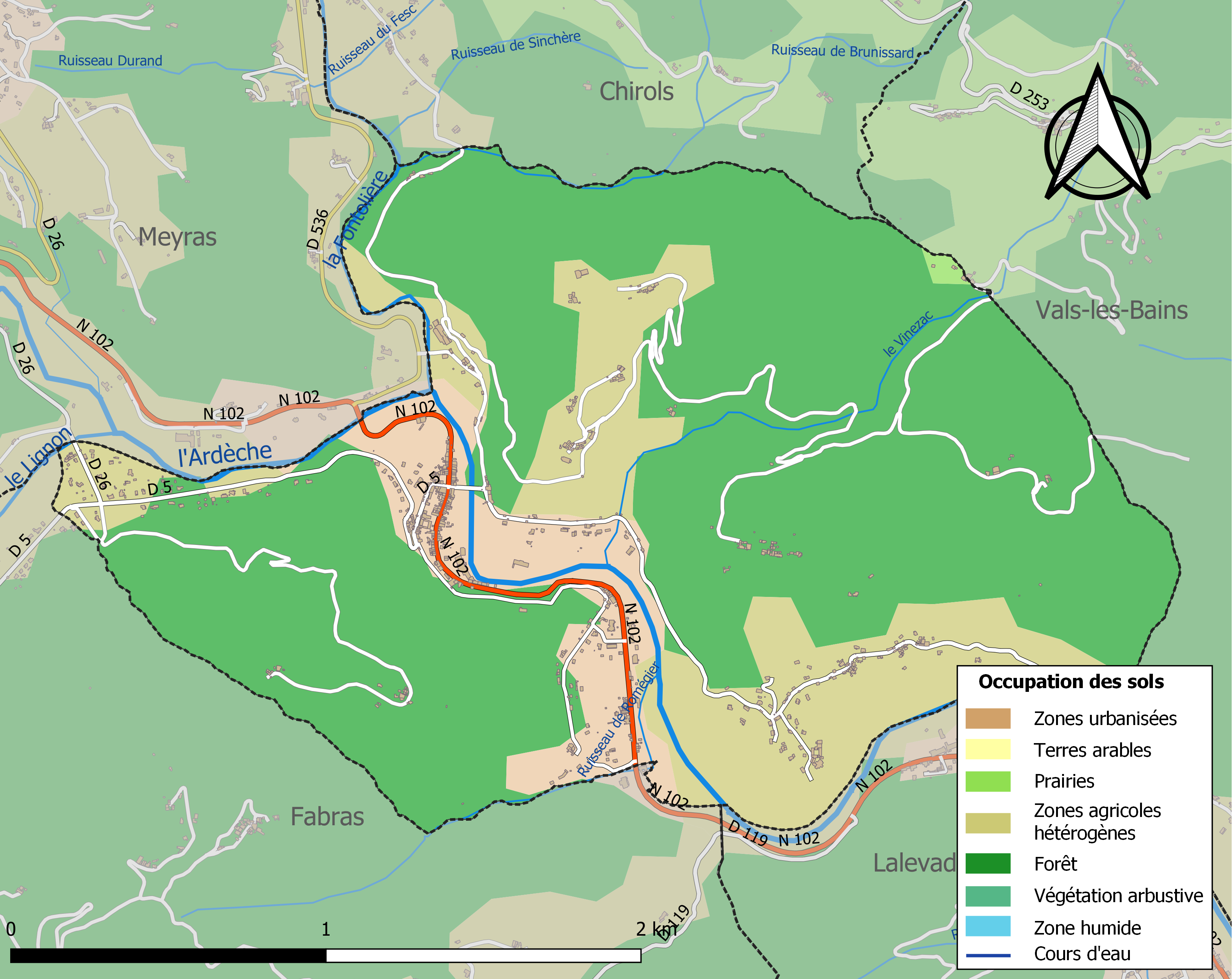
蓬德拉博姆土地利用情况地图

截至2024年2月，蓬德拉博姆市镇范围内共有各类用人单位（包含自雇）212家，平均历史为20年，均为中小型企业（PME），2023年12月至2024年2月间，当地的经济活力指数为0。

## 财政与居民收入
2022年，蓬德拉博姆的财政收入总额为635,660欧元，财政支出总额为376,820欧元，当年的债务总额为222,070欧元。2022年，蓬德拉博姆市镇通过增值税获得25,790欧元的收入，此外当地还共获得了246,000欧元的国家直接财政补助。
| 蓬德拉博姆居民收入情况                           | 蓬德拉博姆居民收入情况 | 蓬德拉博姆居民收入情况 | 蓬德拉博姆居民收入情况 |
| 内容                                             | 蓬德拉博姆             | 法国                   | 统计年份               |
| ------------------------------------------------ | ---------------------- | ---------------------- | ---------------------- |
| 征税家庭总数                                     | 240                    | 1,081（法国市镇平均）  | 2022年                 |
| 居民平均月收入                                   | 1,707欧元              | 2,435欧元              | 2022年                 |
| 高级职员人均月收入                               | 不详                   | 4,331欧元              | 2021年                 |
| 中级职员人均月收入                               | 不详                   | 2,470欧元              | 2021年                 |
| 普通职员人均月收入                               | 不详                   | 1,801欧元              | 2021年                 |
| 贫困率                                           | 不详                   | 14.5%                  | 2020年                 |
| 青壮年（15至64岁）失业率                         | 13.4%                  | 7.4%                   | 2020年                 |
| 征税家庭数量占比                                 | 32.4%                  | 45.5%                  | 2020年                 |
| 家庭年均纳税                                     | 1,779欧元              | 4,393欧元              | 2022年                 |
| 资料来源：INSEE、L'Internaute、Le Journal du Net |                        |                        |                        |

## 社会事务

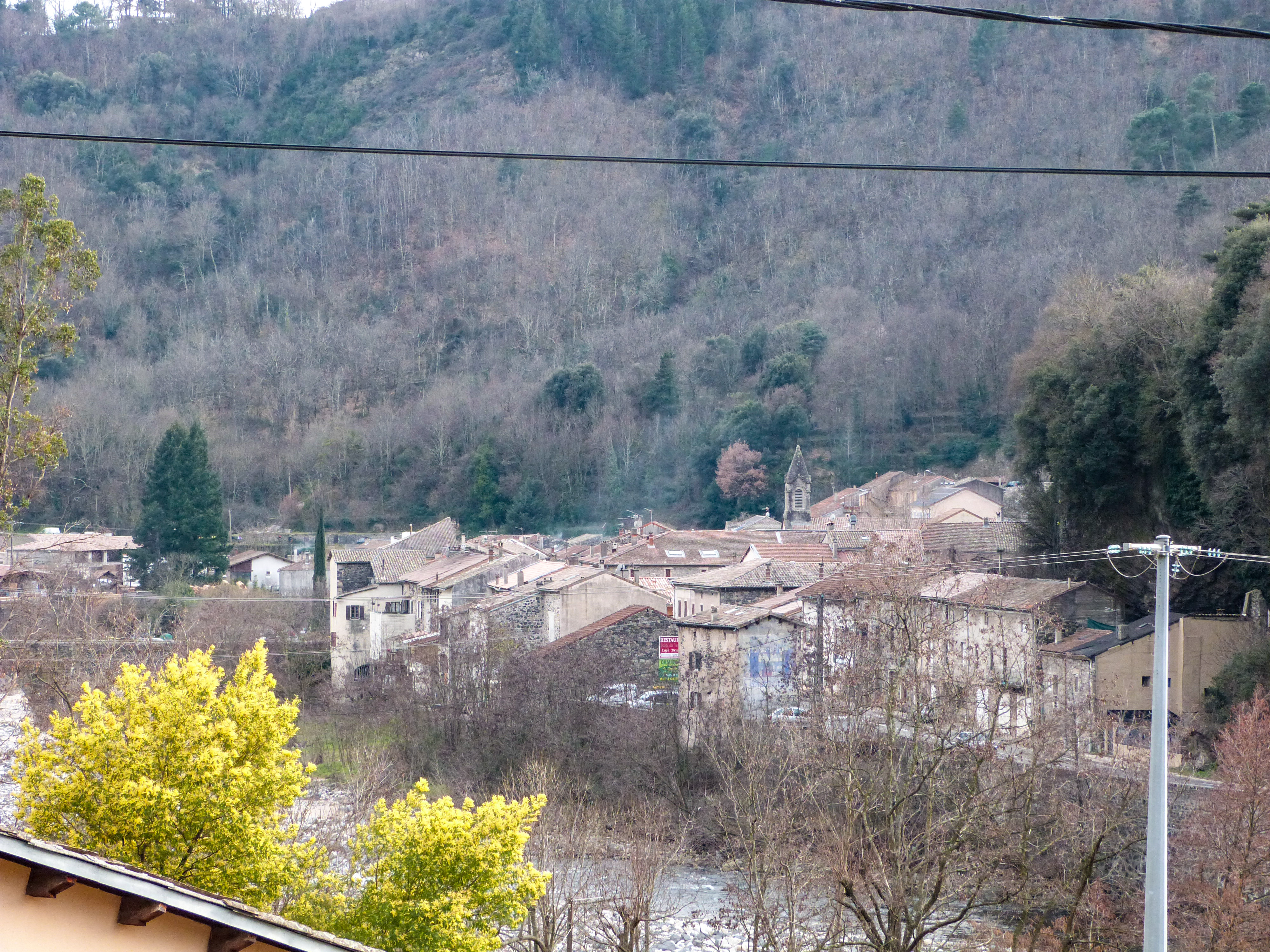
远眺镇中心

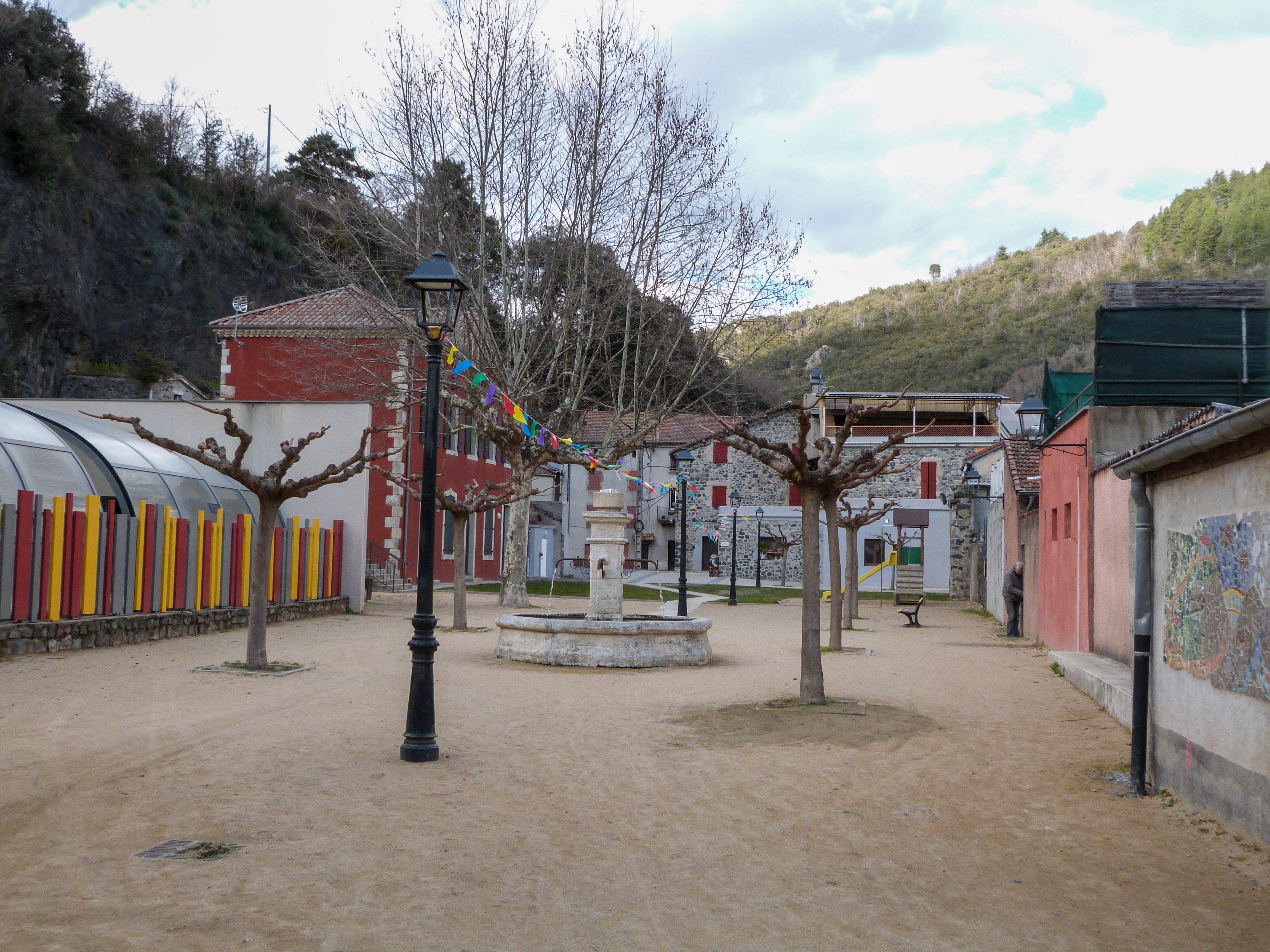
喷泉广场

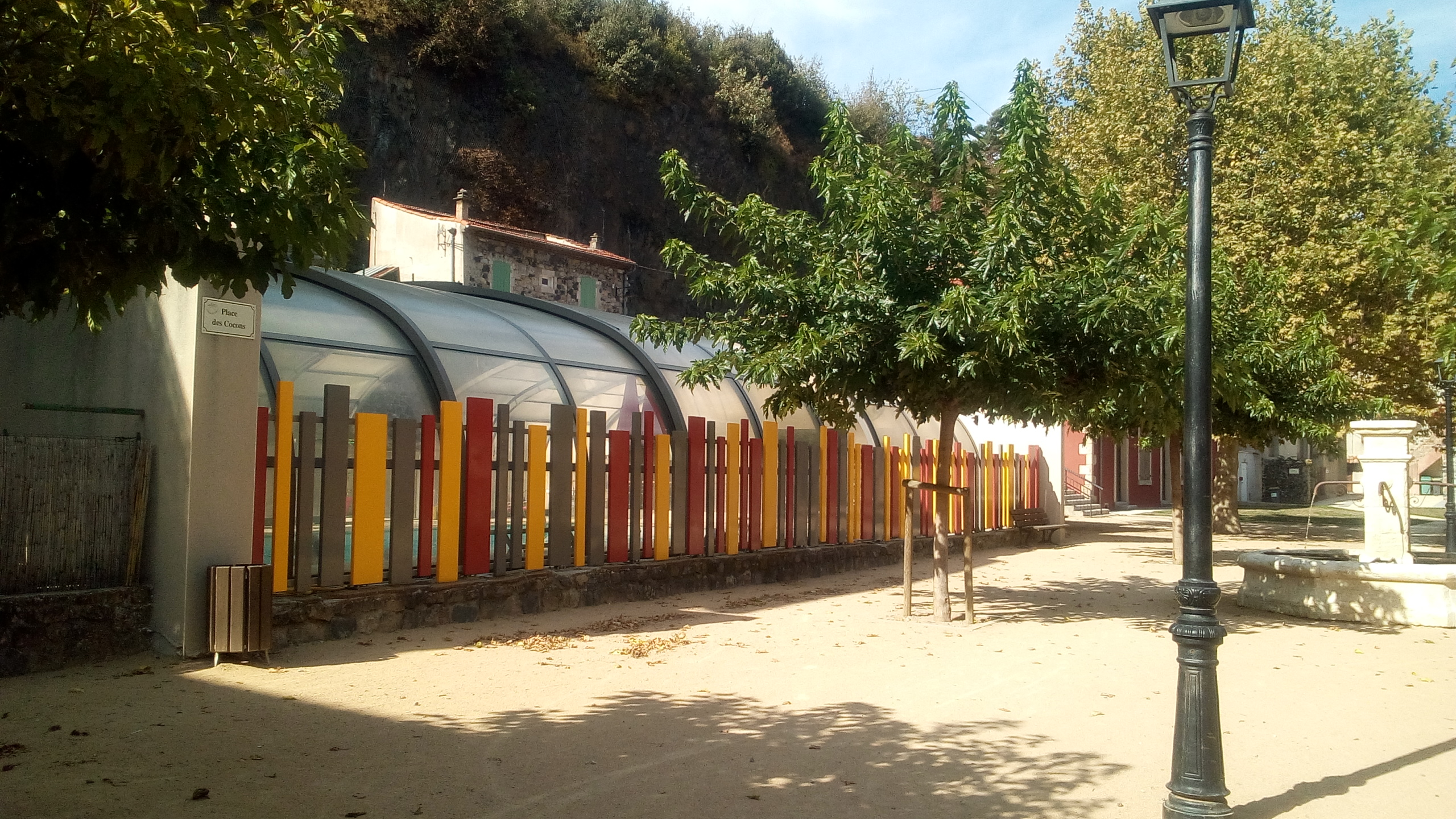
市政游泳池

### 教育
蓬德拉博姆属于格勒诺布尔学区。截至2021年1月1日，蓬德拉博姆境内有1所小学。

### 医疗
截至2022年1月1日，蓬德拉博姆境内共有护士2名。
距离蓬德拉博姆最近的区域性医疗机构为南阿尔代什中心医院（Centre Hospitalier d'Ardèche Méridionale），其主病区贝尔纳·雨果医院（Hôpital Bernard Hugo）位于欧布纳，距离蓬德拉博姆市区的正常车程大约18分钟，该院设有床位272个，是当地规模最大的公立综合性医院。

### 住房
2020年，蓬德拉博姆境内共有各类住房468套，其中86.1%为独立式住宅，13.7%为集中式住宅。常住房屋占蓬德拉博姆市镇范围内居民建筑总量的57.2%。
在住房保障政策方面，2021年，蓬德拉博姆境内共有39户家庭获得了住房经济补助，受益人数占总人口数量的6.7%，其中34份为房租补助。

### 商业
2021年，蓬德拉博姆境内共有各类实体商铺15家，其中餐厅3家、面包房1家、美容美发店1家、汽车维修店1家。

### 体育
2021年，蓬德拉博姆境内共有1家游泳池。
截至2024年2月，蓬德拉博姆境内暂无任何注册足球俱乐部。

### 环境
蓬德拉博姆的环境事务由其所属的河源-火山阿尔代什市镇公共社区联合各级政府协调负责。2021年，蓬德拉博姆境内暂无污染企业。

### 治安
蓬德拉博姆及其附近的共142个市镇是拉让蒂耶尔国家宪兵队（zone gendarmerie de Largentière）的管辖范围。2020年，该宪兵队累计记录各类案件2,770起，其中盗窃类案件1,260起，经济类案件321起，毒品交易类案件116起。

## 文化

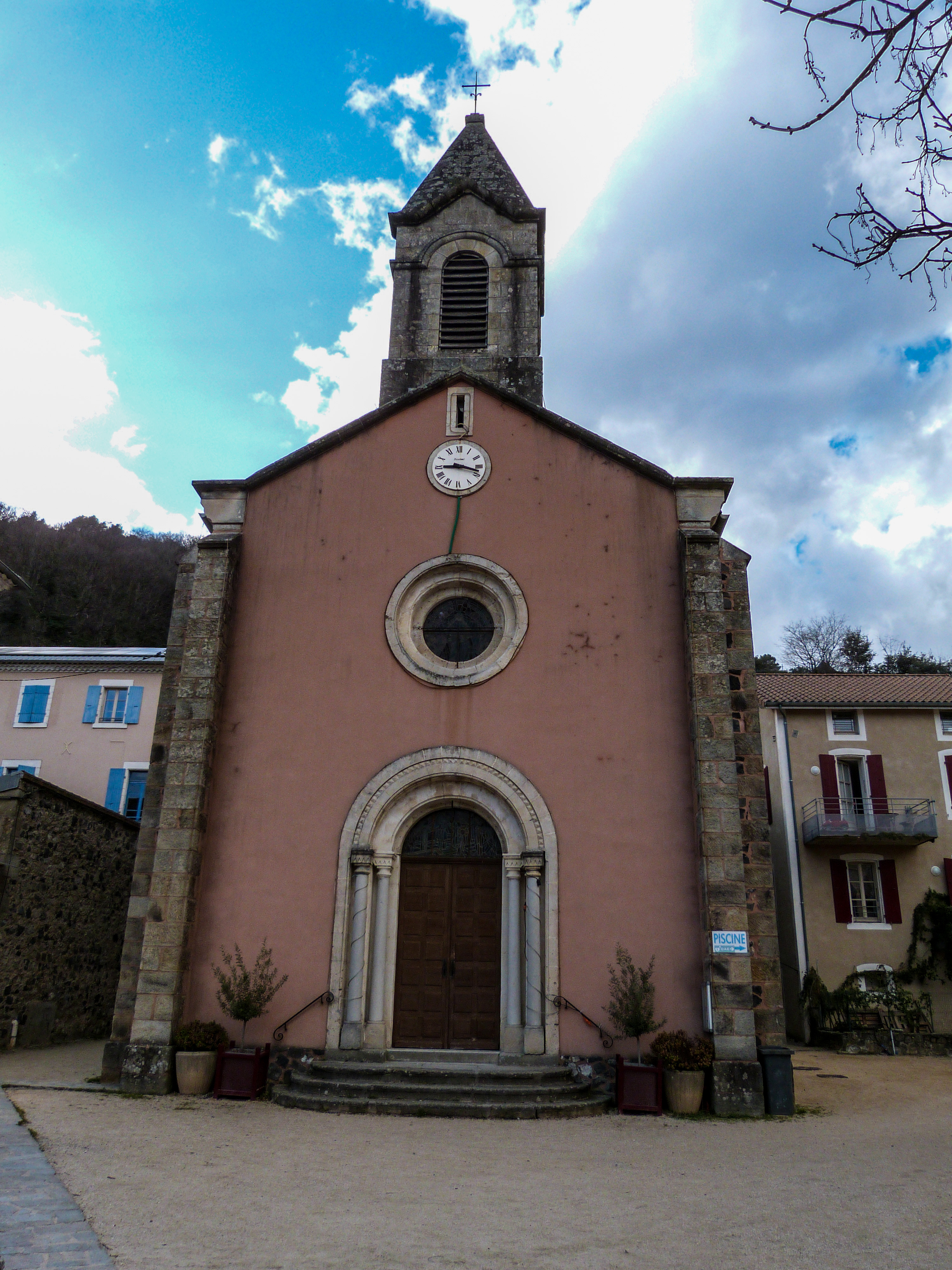
圣母教堂

2021年，蓬德拉博姆境内暂无任何文化设施。

### 建筑
蓬德拉博姆境内有多处历史建筑，其中涅格勒圣母教堂为法国国家文物保护单位，圣母教堂（Église Notre-Dame de Pont-de-Labeaume）亦是当地的地标性建筑物。

### 旅游
蓬德拉博姆的旅游事务由其所属的河源-火山阿尔代什市镇公共社区负责。2022年，蓬德拉博姆境内有1个露营地，可容纳共76辆露营车。

### 媒体
法国主要的媒体均可在蓬德拉博姆接收，法国电视三台下属的奥弗涅-罗讷-阿尔卑斯大区频道在部分时段播出蓬德拉博姆所在阿尔代什省的地方新闻。《阿尔代什周报》、蓝色法兰西德龙-阿尔代什广播、这里广播等是当地主要的地方性媒体。

## 友好城市
截至2024年2月，蓬德拉博姆暂未建立任何友好城市关系。